# Böse Wetter – Das Geheimnis der Vergangenheit

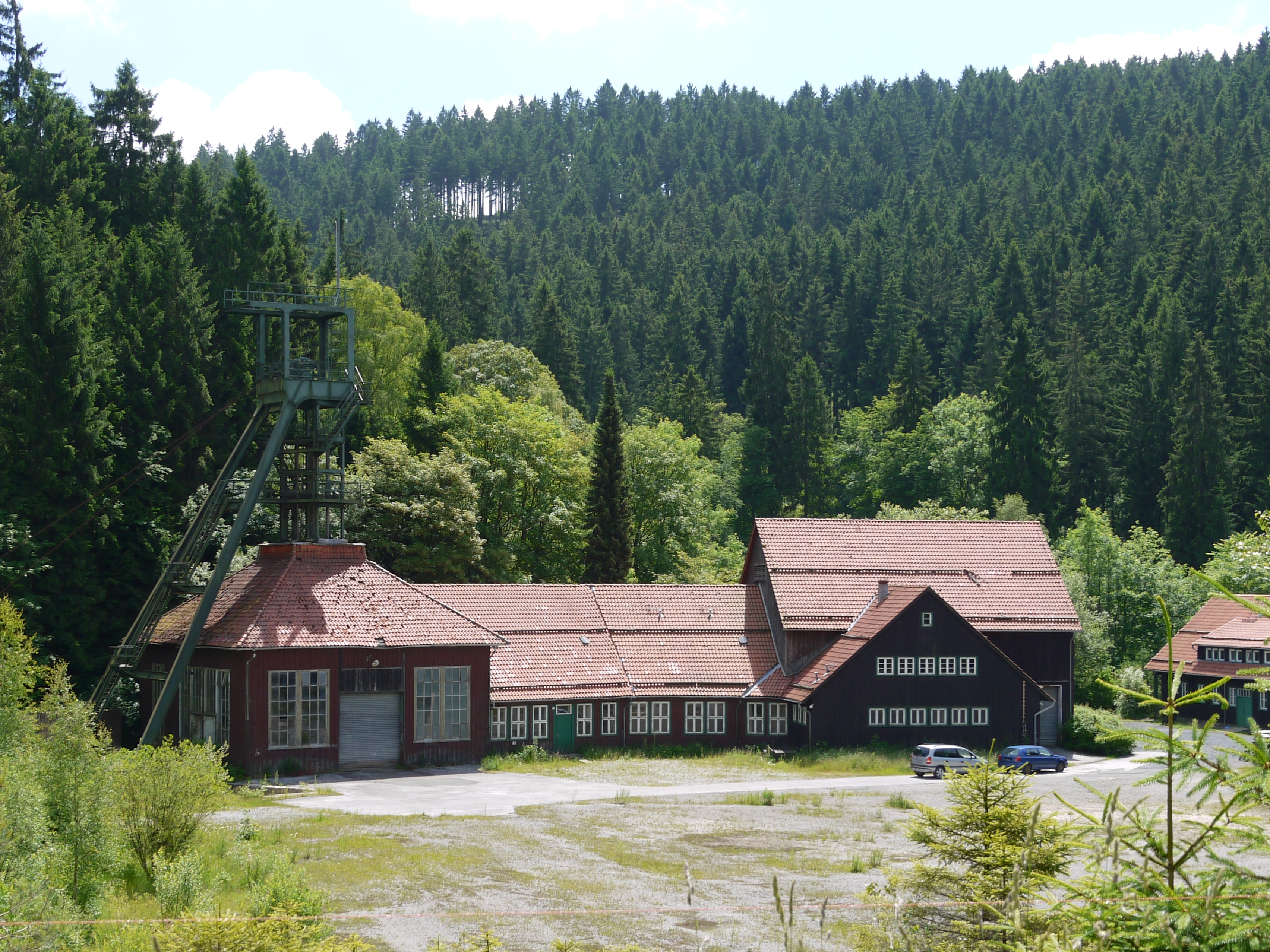
Hauptschauplatz Schacht Wiemannsbucht

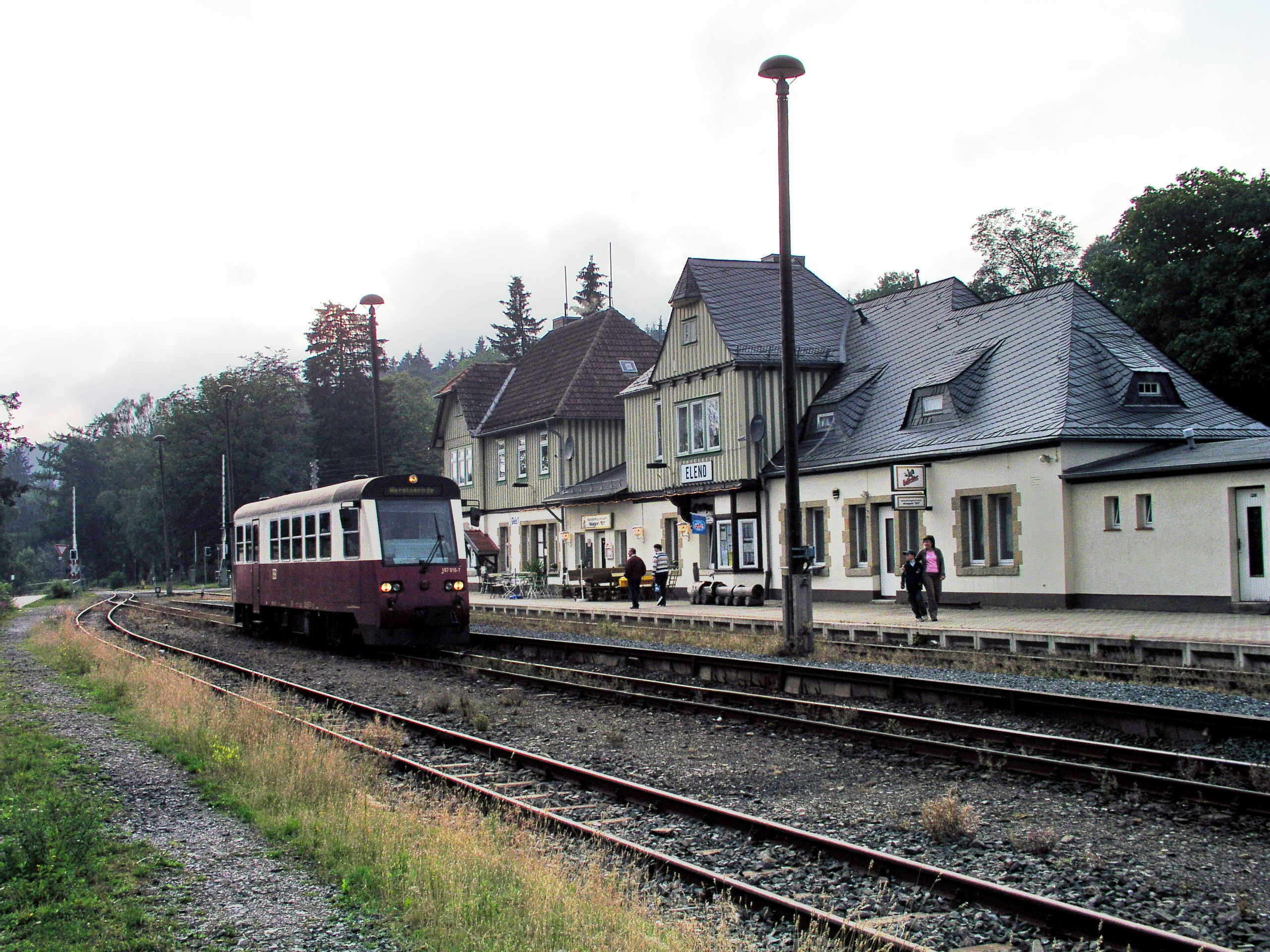
Bahnhof „Buchenrode“ (= Bahnhof Elend)

Böse Wetter – Das Geheimnis der Vergangenheit ist ein deutscher Fernsehfilm, der am 3. Oktober 2016 im Ersten ausgestrahlt und von der Produktionsfirma Radical Movies Production im Harz produziert wurde.

## Handlung
Der Geophysiker Dr. Leonard Gehra soll helfen, das unrentable Bergwerk des Unternehmers Friedrich Türnitz zu retten. Damit kommt Gehra nach langer Zeit in seinen Geburtsort Buchenrode im Harz, nahe der früheren innerdeutschen Grenze, zurück, in dem noch immer seine Mutter lebt. Bei Eintreffen am Bergwerk trifft er auf seine Sandkastenfreundin Kathrin, die ihn für die Suche nach Silber engagiert hat.
Der Regina-Stollen, den er untersuchen soll, ist seit 1978 vom Bergamt gesperrt und diese Sperre wird wegen weiterer Einsturzgefahr auch nicht aufgehoben. Bei einem Grubenunglück soll Leonards Vater im Juni 1978 dort ums Leben gekommen sein.
Als Leonard trotz der Sperrung von einem Seiteneingang einen Roboter zur Untersuchung in den Hohberg schickt, stellt er fest, dass dort nichts eingestürzt ist. Auch sind die Risse der Grube unvollständig. Bei seinen Recherchen, die nun der Vergangenheit gelten, stößt er auf die Stasiakte seines Vaters, die dessen Tod bei der Flucht aus der DDR und den Verrat durch IM Brocken dokumentiert. Niemand will Leonard jedoch sagen, wer dieser IM war. Erst als Leonard mit Türnitz auf der Suche nach dessen Sohn im Grubengebäude allein ist, erfährt er, dass er selbst – als Kind im Sandkasten – seiner Freundin Kathrin die geplante Flucht verraten hatte. Kathrin hatte dies ihrerseits ihrem Vater, einem Polizisten, bei dem es sich um IM Brocken handelte, erzählt; beide Kinder hatten die Bedeutung dieser Information nicht erfassen können. Nur durch den Einfluss Türnitz’ kam Leonard in ein Internat statt ins Heim, und seine Mutter konnte das Gefängnis früher verlassen.

## Hintergrund
Als böse Wetter bezeichnet der Bergmann giftige Gase, die untertage auftreten können.
Die Dreharbeiten fanden vom 9. Juni 2015 bis zum 10. Juli 2015 im Harz statt. Als Drehort für die Untertage-Aufnahmen diente unter anderem die historische Grube Roter Bär in Sankt Andreasberg im Oberharz. Als Kulisse für die „Harzer Pyrit Bau“ (HPB) dienten die Tagesanlagen des Wiemannsbuchtschachtes der Grube Bad Grund. Weitere Außenaufnahmen fanden u. a. in Elbingerode (Schulstraße, Besucherbergwerk Drei Kronen & Ehrt), Elend (Harz) (Bahnhof der Harzquerbahn), Schierke (Friedhof) und Braunlage (Volksbank) statt.

## Rezeption

### Kritiken
„Die Auflösung überrascht in dem komplexen Drama, das mit einer realistischen Schilderung über die wirtschaftliche Situation der wenigen, verbliebenen Minen in Deutschland beginnt. Es entwickelt sich zu einer Geschichte von zerstobenen Hoffnungen, einer gescheiterten Flucht, Verrat, Anpassung und zivilem Ungehorsam. […] Zugleich nimmt Götz George, einer der Großen des deutschen Schauspiels, mit diesem Film Abschied vom Bildschirm. Mit Typen wie Türnitz hat er sich ins Herz der Zuschauer gespielt. Türnitz ist grantig; ein Macher, der eine weiche und verletzliche Seite hat. Für diese Rolle brach der sensible Schauspieler, der im Juni nach kurzer Krankheit überraschend verstarb, mit seinem Vorhaben, der Kamera Ade zu sagen. George hätte sich wohl keinen besseren Stoff für seinen letzten Auftritt wünschen können als dieses Drama um die Vielschichtigkeit des Lebens in Diktaturen, über Anpassung und leisen Widerstand.“

„Eine schöne Rolle in einem DDR-Vergangenheitsdrama wurde dann die letzte für Götz George. „Böse Wetter“, geschrieben von Nicholas Hause und Michael Gebhart, erzählt eine bodenständige, nur ganz leicht verträumte Geschichte. Der Film macht sich keine Illusionen, mag aber auch nichts ausschließen. Manchmal, denkt man selbst auch schon bald, muss man halt noch tiefer in den Berg hinein. […] 'Böse Wetter' wird ruhig erzählt, bleibt über weite Strecken ein Kammerspiel, dessen Personal ab und an Stirnleuchten benötigt. Der untergehenden Welt der Kumpel widmet sich die Geschichte mit Zuneigung. […] Ein seltsam optimistisches Ende, aber es gibt einen Clou, auf den man nicht vor der Hauptfigur kommt, was schon gut ist.“

„Die Dramaturgie des Malocher-Opus um Erz und Schmerz […] ist konventionell, streckenweise ein bisschen arthritisch steif. Aber das macht nichts, umso ehrlicher abgerungen scheinen Schweiß und Ruß auf der Stirn des körperbetont aufspielenden Darstellerensembles. Götz George jedenfalls läuft in diesem Film, dessen Ausstrahlung angemessen staatstragend auf den Tag der deutschen Wiedervereinigung programmiert wurde, noch einmal zu großer Form auf. […] Der Mann im Berg, der Berg von Mann, so wollen wir Götz George in Erinnerung behalten.“

„Dass altes Unheil wie ein böser Fluch auf Leo, Buchenrode und der ‚Pyrit Bau‘ lastet, trieft aus jedem Pixel dieses Films. Dafür sorgen nicht nur die Flashbacks. Hier winkt ständig der Zaunpfahl. In Überfluss noch auf einen alten Gedichtband stoßen und zu unheilschwangerer Musik irgendetwas über irgendeinen ‚Wolf der Dämonen‘ lesen - reine Effekthascherei ohne tieferen Sinn. Glaubt Regisseur Johannes Grieser, dass ‚Das Geheimnis der Vergangenheit‘, so der Untertitel, umso geheimnisvoller und düsterer wird, je öfter man betont, wie geheimnisvoll und düster doch alles ist? […] Der Harz erscheint als abgehängte Provinz: überaltert, ausgestorben, ziemlich trostlos. In der Buchenroder Kneipe trinken nur Hinterwäldler und Sonderlinge in Nachwendezeit-Chic ihr Bier. […] Impulsiv, grantig, ein bisschen halbseiden gibt George den Patriarchen… Ein routinierter letzter Auftritt, aber nichts, was man so oder ähnlich nicht schon von ihm gesehen hätte. Etwas Eigenes, darüber Hinausgehendes hatte man mit der Rolle offenbar nicht vor.“

### Einschaltquoten
Die Erstausstrahlung von Böse Wetter am 3. Oktober 2016 wurde in Deutschland von 5,06 Millionen Zuschauern gesehen und erreichte einen Marktanteil von 14,5 % für das Erste.